# Chiesa di San Michele Arcangelo (Badia Tedalda)
La chiesa di San Michele Arcangelo è un edificio sacro che si trova in via Castello a Badia Tedalda, in provincia di Arezzo.

## Storia e descrizione

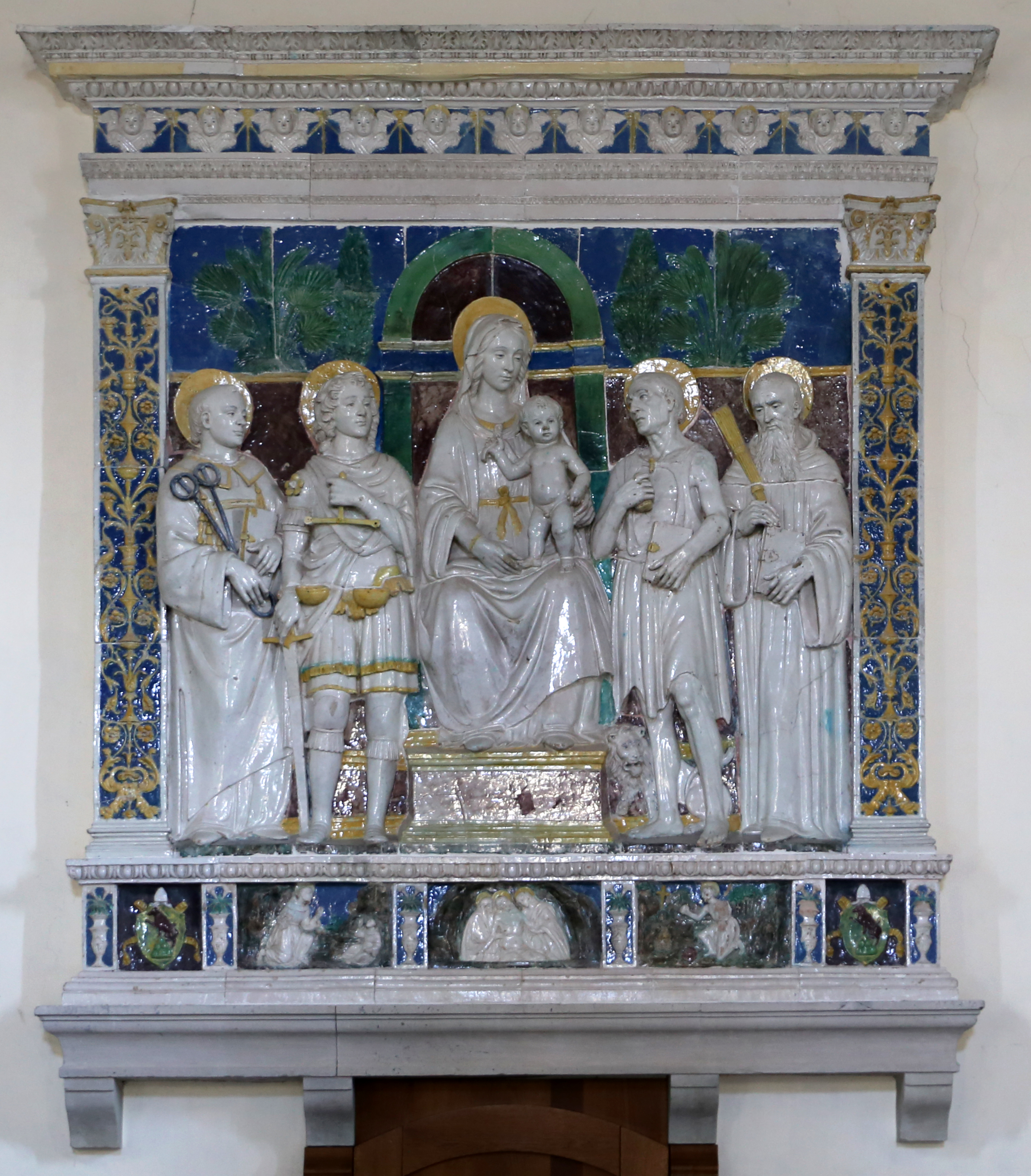
La pala di Benedetto Buglioni

In posizione dominante tra le pendici montuose dell'Alpe della Luna, la chiesa è quanto rimane dell'antica abbazia di San Michele Arcangelo appartenuta ai Tedaldi, documentata fin dal X secolo. Si presenta oggi come organismo semplice ad una navata, in stile romanico, riferibile all'XI secolo, con imponente campanile impostato su una preesistente torre difensiva.
Sorto nel 1205, l'edificio venne in parte rifatto intorno al 1520 per iniziativa del certosino Leonardo Buonafede, spedalingo di Santa Maria Nuova a Firenze e primo abate della Badia Tedalda, che commissionò a Benedetto e Santi Buglioni le tre splendide pale d'altare (pale robbiane) e il piccolo ciborio in terracotta invetriata che si ammirano all'interno.
dalle origini fino al 1520 ha fatto parte della diocesi di Città di Castello; nel 1520 è passata alla diocesi di Sansepolcro.